# Geryon

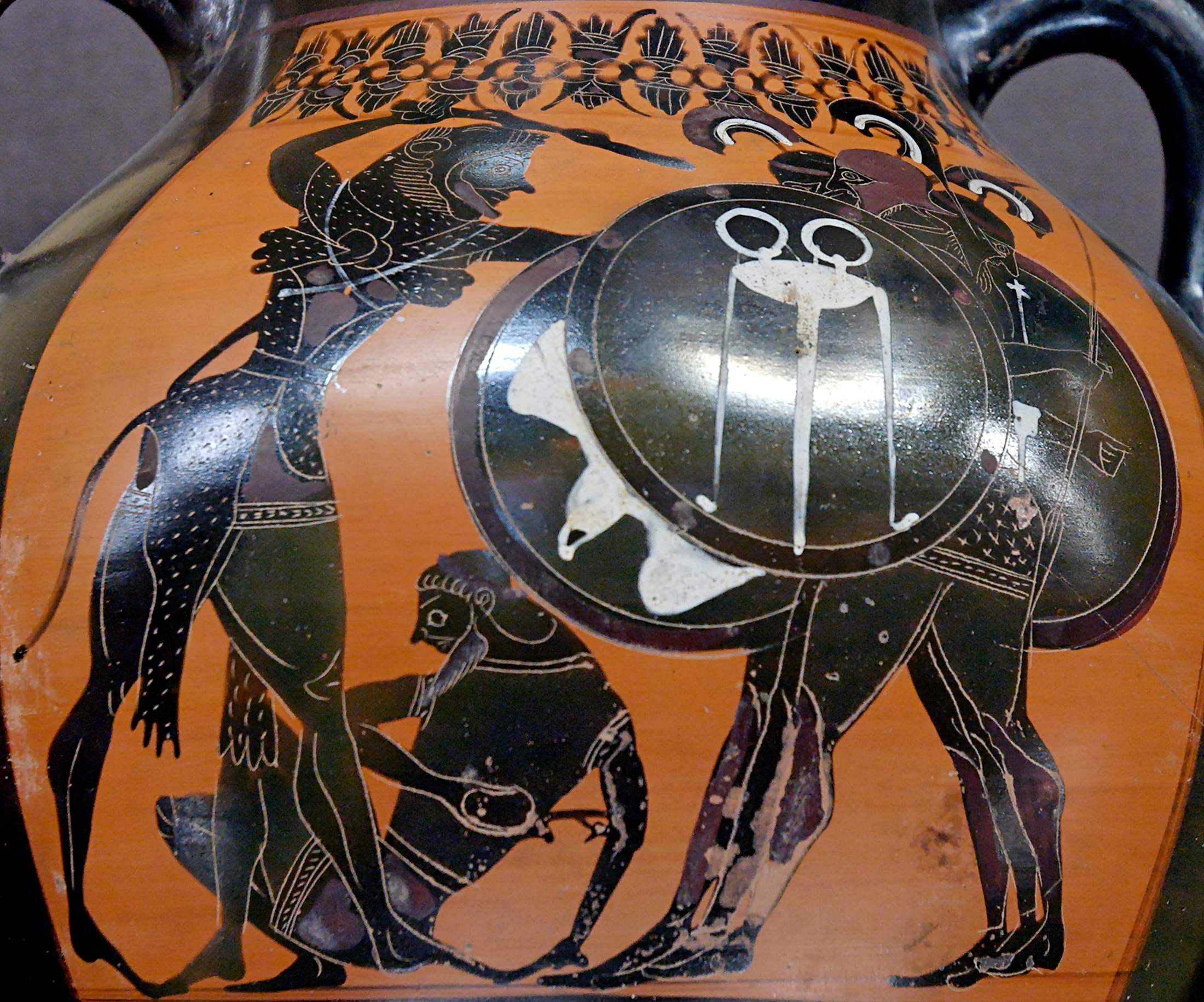
Herakles im Kampf mit dem dreileibigen Geryon, attische Amphora des schwarzfigurigen Stils, Gruppe E, um 540 v. Chr.

Geryon (altgriechisch Γηρυών Gēryṓn), auch Geryones (Γηρυόνης Gēryónēs), Geryoneas (Γηρυονέας Gēryonéas) und Geryoneus (Γηρυονεύς Gēryóneús), ist eine Gestalt der griechischen Mythologie.

## Antiker Mythos
Geryon war der Sohn des Chrysaor und der Okeanide Kallirrhoë und lebte auf der Insel Erytheia („Rotland“, Land der Abendröte), die sich weit im Westen jenseits der Säulen des Herakles und nahe Gadeira (Cádiz) oder unter den westlichen Inseln der Hesperiden befunden haben soll. Laut Hekataios herrschte Geryon hingegen in der Gegend um den Ambrakischen Golf.
Geryon besaß drei an der Hüfte zusammengewachsene Leiber und wird oft gerüstet mit drei Schwertern und Schilden sowie manchmal geflügelt dargestellt. Sein außergewöhnlich schönes Vieh, eine Herde roter Stiere, wurde von dem Hirten Eurytion und dem zweiköpfigen Hund Orthos, einem Bruder des Kerberos, bewacht.
Die zehnte Aufgabe des Herakles bestand darin, diese Herde zu rauben. Herakles brachte die Rinder in seine Gewalt, indem er Orthos und Eurytion mit seiner Keule erschlug. Als Menoites, der in der Nähe das Vieh des Hades weidete, Geryon von diesem Überfall berichtete, eilte dieser herbei und forderte Herakles am Fluss Anthemos zum Kampf heraus. Herakles tötete ihn mit einem einzigen Pfeil, der mit dem Blut der Hydra getränkt war.
Geryons Grab wurde in Gades (Cádiz) vermutet, wo laut Flavius Philostratos (Vit. Apollon. V, 5) auf dem Grabhügel Geryons zwei wundersame Bäume von einer durch Kreuzung aus Fichte und Pinie entstandenen dritten Art standen, von deren Rinde Blut tropfte. Gebeine Geryons sollen auch in Heiligtümern in Olympia und Theben aufbewahrt worden sein. Ein Orakel des Geryon befand sich in Patavium (Padua).
Aufgrund seiner Dreileibigkeit wurde Geryon in der klassischen lateinischen Literatur gerne mit Beiwörtern wie tricorpor, triformis oder tergeminus apostrophiert. Die christlichen Autoren führten ihn teils als historisch verbürgtes Monstrum an, oder erklärten ihn auch als Fabelwesen, wobei im letzteren Fall dann in der Tradition von Isidor von Sevilla (Etym. XI, iii, 28) der wahre historische Kern der Fiktion („fictum“) so gesehen wurde, dass es sich in Wirklichkeit um drei Brüder gehandelt habe, zwischen denen solche Eintracht bestand, dass gleichsam eine einzige Seele in drei Leibern lebte („tres fratres tantae concordiae ut in tribus corporibus quasi una anima esset“).

## Geryon bei Dante

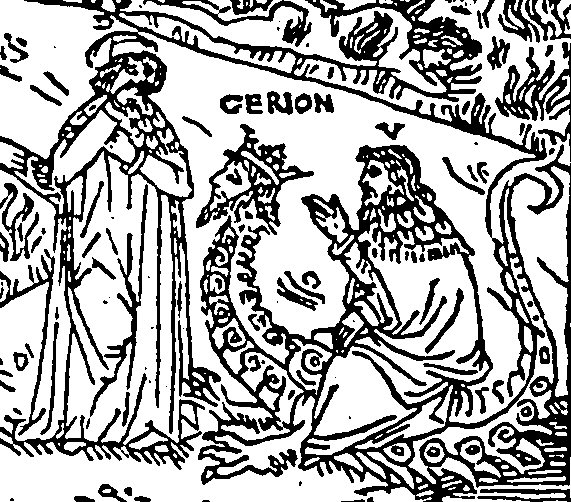
Vergil besteigt Geryon, Dante noch ängstlich zögernd - Auszug aus dem Holzschnitt der Ausgabe von Landino, Venedig 1497

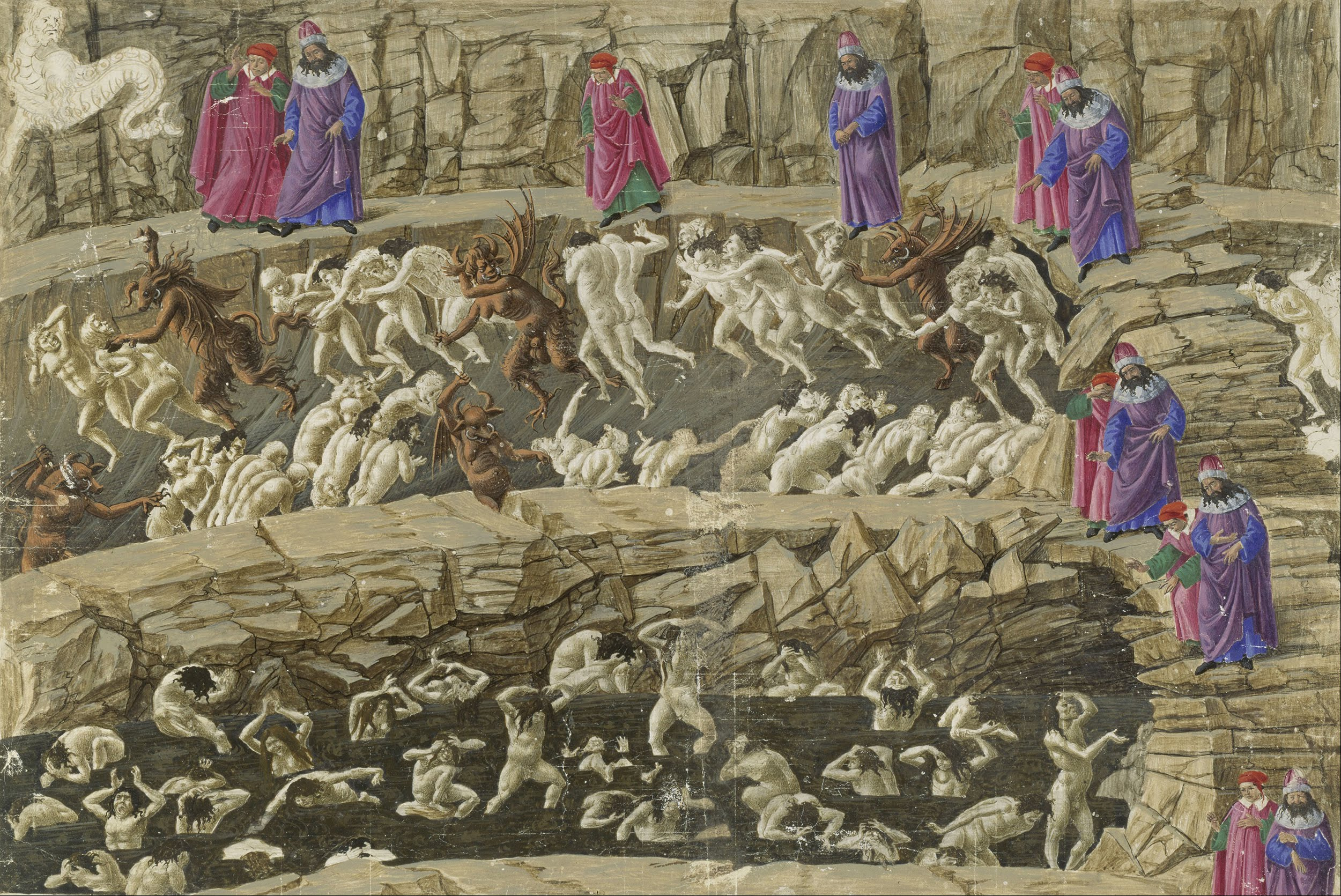
Dante und Vergil am 8. Höllenschlund mit Geryon als Wächter, Illustration von Sandro Botticelli, 1481–88.

Seit dem späten Mittelalter stehen künstlerische und literarische Darstellungen Geryons vielfach unter dem Einfluss der von der antiken Tradition stark abweichenden Behandlung in Dantes Inferno, wo Geryon (ital. Gerione) als Wächtergestalt am Übergang vom siebten zum achten Höllenkreis, dem Höllenkreis des Betruges, erscheint und als eine Allegorie des Betruges („imagine di froda“) ausgeführt ist (Inf. XVI-XVII). Statt dreier menschlicher Oberkörper vereint Geryon nunmehr in sich die drei Naturen von Mensch, Schlangenwesen und löwenähnlichem Raubtier. Statt dreier Häupter besitzt er jetzt nur noch ein einziges, mit dem Gesicht eines „gerechten“ und „gütigen“ Menschen („La faccia sua era faccia d'uom giusto / tanto benigna avea di fuor la pelle“). Der übrige Leib ist der einer Schlange („serpente“), am Rücken, an der Brust und an den Seiten gezeichnet mit buntschillernden „Knoten und kleinen Kreisen“ („dipinti ... di node e di rotelle“), und ausgestattet „wie ein Skorpion“ mit einem langen giftigen und an der Spitze gegabelten Stachelschwanz („la venenosa forca / ch'a guisa di scorpion la punta armava“). Die raubtierähnliche Natur schließlich ist angedeutet durch zwei „bis zu den Achseln mit Pelz behaarte Pranken“ („due branche avea pilose insin l'ascelle“).
Von den späteren Illustratoren wird Geryon zuweilen mit Flügeln ausgestattet, die Dantes Text nicht erwähnt. Geryon besitzt jedoch die von Dante eindrucksvoll geschilderte Fähigkeit zu fliegen, nämlich wie ein Schwimmer oder Taucher durch die „dicke Luft“ („aere grosso“) der Hölle zu schwimmen, indem er mit den Pranken Luft schaufelt („con le branche l'aere a sé raccolse“) und seine serpentinenförmige Flugbewegung „wie ein Aal“ („come anguilla“) mit dem Schwanz steuert. Dank dieser Fähigkeit kann er den Jenseitswanderer Dante und dessen Führer Vergil auf seinen Schultern durch die Luft vom klippenartigen Rand des siebten hinab auf den Grund des achten Höllenkreises tragen, wobei Vergil seinen Schützling Dante vor sich aufsitzen lässt und ihn mit den Armen umschlingt, um ihn, wie die Kommentatoren erklären, vor dem tückischen Schwanz des Untiers zu schützen.
Als Vorbilder Dantes hat man verschiedene Fabelwesen in der mittelalterlichen Naturkunde und Heraldik angeführt, so besonders das Marintomorium (lat.) oder Mantricors (altfranz.) bei Albertus Magnus und Brunetto Latini, das sich durch einen menschlichen Kopf, einen löwenähnlichen Leib mit Löwenfüßen und einen Skorpionenschwanz sowie durch große Geschwindigkeit auszeichnet. Ferner aus dem Bereich der biblischen Tradition mittelalterliche Darstellungen Satans bei der Verführung Evas im Paradies als Schlange mit menschlichem Antlitz, sowie die geflügelten Heuschreckenwesen („lucustae“) der Johannesapokalypse, die mit goldenen Kronen gekrönt, wie Rösser in der Schlacht mit Panzern gerüstet und Abaddon, dem Engel des Abgrunds, unterstellt sind: sie besitzen Menschengesichter, Haare wie Frauen, Zähne wie Löwen: „Sie haben Schwänze und Stacheln wie Skorpione und in ihren Schwänzen ist die Kraft, mit der sie den Menschen schaden, fünf Monate lang“ (Apc 9,10 - Einheitsübersetzung).

### Antiker Mythos
- Friedrich Adolf Voigt: Geryoneus. In: Wilhelm Heinrich Roscher (Hrsg.): Ausführliches Lexikon der griechischen und römischen Mythologie. Band 1,2, Leipzig 1890, Sp. 1630–1638 (Digitalisat).
- Karl Kerényi: Die Mythologie der Griechen – Die Götter- und Menschheitsgeschichten, dtv, München 1994, ISBN 3-423-30030-2.
- Michael Grant und John Hazel: Lexikon der antiken Mythen und Gestalten. dtv, München 2004, ISBN 3-423-32508-9.
- Robert von Ranke-Graves: Griechische Mythologie – Quellen und Deutung. rororo, Hamburg 2001, ISBN 3-499-55404-6.

### Geryon bei Dante
- Ausonio De Wit: Il Gerione di Dante. In: L'Alighieri 4 (1893), S. 199–204.
- F. Cipolla: Il Gerione di Dante. In: Atti del Reale Istituto Veneto di Scienze, Lettere ed Arti, serie VII, tomo 53 (1894–95), S. 706–710.
- A. C. Chrisholm: The Prototype of Dante's Geryon. In: Modern Language Review 24,4 (1929), S. 451–454.
- Hermann Gmelin: Dante Alighieri, Die Göttliche Komödie, Band IV, Ernst Klett, Stuttgart, 1954, S. 269–270.
- John Block Friedman: Antichrist and the Iconography of Dante's Geryon. In: Journal of the Warburg and Courtauld Institutes 35 (1972), S. 108–122.
- M. Bregoli Russo: Per la figura di Gerione. In: L'Alighieri 18,2 (1977), S. 51–52.
- Dante Nardo: Gerione da Virgilio a Dante. In: Paideia 39 (1984), S. 161 ff.
- Roberto Ubbidiente: «Ecco la fiera con la coda aguzza»: su Inferno XVII e il Gerione botticelliano, simbolo dell’“anti-Ragione”. In: Dante e Botticelli. Atti del Convegno internazionale di Potsdam (29.–31. Oktober 2018). Firenze: Franco Cesati Editore, 2021 (Dante visualizzato; Bd. IV). C. Klettke (Hrsg.), S. 109–132.